# Storia della carriera prefettizia in Italia
La storia della carriera prefettizia in Italia si riferisce alle vicende relative alla figura dei funzionari pubblici dei prefetti.
In essa sono inquadrati i prefetti e i funzionari posti alle loro dipendenze, è stata più volte riorganizzata nel tempo, mutando l'articolazione in gradi o qualifiche.

## Periodo preunitario (1800-1860)
| Ordinamento napoleonico - Francia (Legge del 28 piovoso, Anno VIII – 17 febbraio 1800) | Ordinamento napoleonico - Italia (“Decreto per lo stabilimento delle Prefetture e vice Prefetture” del 6 maggio 1802, anno I, n. 27) | Regno delle due Sicilie – Ultra Pharum (leggi 1º maggio e 12 dicembre 1816) | Regno di Sardegna (Regie patenti del 10 e 11 novembre 1818 e legge 7 ottobre 1848) | Ordinamento “Cavour-Rattazzi” (legge 23 ottobre 1859, n. 3702 e r.d. 6 novembre 1859, n. 3714) |
| -------------------------------------------------------------------------------------- | --- | --------------------------------------------------------------------------- | ---------------------------------------------------------------------------------- | ---------------------------------------------------------------------------------------------- |
| Prefetto                                                                               | Prefetto | Intendente di Napoli                                                        | -                                                                                  | Governatore                                                                                    |
| Prefetto                                                                               | Prefetto | Intendente di I classe                                                      | Intendente generale                                                                | -                                                                                              |
| Prefetto                                                                               | Prefetto | Intendente di II classe                                                     | -                                                                                  | Vicegovernatore (I fascia)                                                                     |
| Prefetto                                                                               | Prefetto | Intendente di III classe                                                    | Viceintendente generale (I fascia)                                                 | Vicegovernatore (II fascia)                                                                    |
| Sottoprefetto (per i distretti) – Segretario generale (nei dipartimenti)               | Viceprefetto (per i distretti) – Luogotenente (nei dipartimenti)                                                                     | Segretario generale dell'Intendenza di Napoli                               | Viceintendente generale (II fascia)                                                | Vicegovernatore (III fascia)                                                                   |
| Sottoprefetto (per i distretti) – Segretario generale (nei dipartimenti)               | Viceprefetto (per i distretti) – Luogotenente (nei dipartimenti)                                                                     | Segretario generale di I classe - Sottintendente di I classe                | Viceintendente generale (III fascia)                                               | Consigliere di Governo (I fascia)                                                              |
| Segretario                                                                             | Segretario (con funzioni vicarie nei distretti)                                                                                      | Segretario generale di II classe - Sottintendente di II classe              | Intendente (I fascia)                                                              | Consigliere di Governo (II fascia)                                                             |
| -                                                                                      | - | Segretario generale di III classe - Sottintendente di III classe            | Intendente (II fascia)                                                             | -                                                                                              |
| -                                                                                      | - | Consigliere dell'intendenza di Napoli                                       | Intendente (III fascia)                                                            | Consigliere di Governo (III fascia)                                                            |
| -                                                                                      | - | Consigliere d'intendenza                                                    | -                                                                                  | -                                                                                              |
| -                                                                                      | - | -                                                                           | Consigliere aggiunto (qualifica onoraria)                                          | -                                                                                              |

## Regno d'Italia (1861-1945)
| Decreto “Ricasoli” (10 ottobre 1861, n. 250 e legge 11 maggio 1865, n. 2297 | Decreto “Lanza” (R.d. 20 giugno 1871, n. 323)       | Ordinamento giolittiano - 1908 (R.d. 30 giugno 1908, n. 304)        | Ordinamento giolittiano - 1913 (R.d. 2 febbraio 1913, n. 614) | Ordinamento “De Stefani” (R.d. 11 novembre 1923, n. 2395) – sistema dei “gradi” | Ordinamento fascista (R.d. 27 giugno 1937, n. 1058) |
| --------------------------------------------------------------------------- | --------------------------------------------------- | ------------------------------------------------------------------- | ------------------------------------------------------------- | ------------------------------------------------------------------------------- | --------------------------------------------------- |
| Prefetto (I fascia)                                                         | Prefetto di I classe                                | Prefetto di I classe                                                | Prefetto di I classe                                          | Prefetto di I classe (grado 3°)                                                 | Prefetto di I classe (grado 3°)                     |
| Prefetto (II fascia)                                                        | Prefetto di II classe                               | Prefetto di II classe                                               | Prefetto di II classe                                         | Prefetto di II classe (grado 4°)                                                | Prefetto di II classe (grado 4°)                    |
| Prefetto (III fascia)                                                       | Prefetto di III classe                              | Prefetto di II classe                                               | Viceprefetto                                                  | Viceprefetto di I classe (gr. 5°)                                               | Viceprefetto (gr. 5°)                               |
| Sottoprefetto/Consigliere di prefettura (I fascia)                          | Consigliere di I classe/Sottoprefetto di I classe   | Consigliere delegato di I classe                                    | Viceprefetto                                                  | Viceprefetto di I classe (gr. 5°)                                               | Viceprefetto (gr. 5°)                               |
| Sottoprefetto/Consigliere di prefettura (I fascia)                          | Consigliere di I classe/Sottoprefetto di I classe   | Consigliere delegato di I classe                                    | Consigliere di I classe                                       | Viceprefetto di II classe (gr. 6°)                                              | Ispettore provinciale amministrativo (gr. 6°)       |
| Sottoprefetto/Consigliere di prefettura (I fascia)                          | Consigliere di I classe/Sottoprefetto di I classe   | Consigliere delegato di II classe                                   | Consigliere di II classe                                      | Consigliere di I classe (gr. 7°)                                                | Consigliere di I classe (gr. 7°)                    |
| Sottoprefetto/Consigliere di prefettura (II fascia)                         | -                                                   | Consigliere/Sottoprefetto/ Commissario distrettuale di I e II cl.   | Consigliere di III classe                                     | Consigliere di II classe (gr. 8°)                                               | Consigliere di II classe (gr. 8°)                   |
| Sottoprefetto/Consigliere di prefettura (II fascia)                         | -                                                   | Consigliere/Sottoprefetto/ Commissario distrettuale di III e IV cl. | Consigliere di IV classe                                      | Consigliere di II classe (gr. 8°)                                               | Consigliere di II classe (gr. 8°)                   |
| Consigliere di prefettura (III fascia)                                      | Consigliere di II classe/Sottoprefetto di II classe | Segretario di I classe                                              | Consigliere aggiunto di I classe                              | Primo segretario (gr. 9°)                                                       | Primo segretario (gr. 9°)                           |
| Consigliere di prefettura (III fascia)                                      | Consigliere di II classe/Sottoprefetto di II classe | Segretario di II classe                                             | Consigliere aggiunto di II classe                             | Primo segretario (gr. 9°)                                                       | Primo segretario (gr. 9°)                           |
| Consigliere di prefettura (III fascia)                                      | Consigliere di III classe/Commissario distrettuale  | Segretario di III classe                                            | Consigliere aggiunto di III classe                            | Segretario (gr. 10°)                                                            | Segretario (gr. 10°)                                |
| Consigliere di prefettura (III fascia)                                      | Segretario di I classe                              | Segretario di IV classe                                             | Consigliere aggiunto di IV classe                             | Vicesegretario (gr. 11°)                                                        | Vicesegretario (gr. 11°)                            |
| Consigliere di prefettura (III fascia)                                      | Segretario di II classe                             | Segretario di V classe                                              | Consigliere aggiunto di V classe                              | -                                                                               | -                                                   |
| Consigliere aggiunto (qualifica onoraria)                                   | Sottosegretario                                     | Alunno                                                              | Alunno                                                        | -                                                                               | -                                                   |

## Repubblica italiana (1946-oggi)
| Testo unico sugli impiegati civili dello Stato (DPR 10 gennaio 1957, n. 3) | Era della “regionalizzazione” (DPR 28 dicembre 1970 e DM 20 gennaio 1971) | Riforma della “Dirigenza” (DPR 30 giugno 1972, n. 748) | Riforma della P.S. (DPR 24 aprile 1982, n. 340)    | Nuovo ordinamento della Carriera prefettizia (D.lgs. 19 maggio 2000, n. 139) |
| -------------------------------------------------------------------------- | ------------------------------------------------------------------------- | ------------------------------------------------------ | -------------------------------------------------- | ---------------------------------------------------------------------------- |
| Prefetto di I classe                                                       | Prefetto di I classe                                                      | Prefetto di I classe (dirigente generale B)            | Prefetto di I classe                               | Prefetto di I classe                                                         |
| Prefetto                                                                   | Prefetto                                                                  | Prefetto (dirigente generale C)                        | Prefetto                                           | Prefetto di I classe                                                         |
| Viceprefetto                                                               | Viceprefetto                                                              | Viceprefetto (dirigente superiore)                     | Viceprefetto                                       | Viceprefetto                                                                 |
| Viceprefetto ispettore                                                     | Viceprefetto ispettore                                                    | Viceprefetto ispettore (Primo dirigente)               | Viceprefetto ispettore                             | Viceprefetto aggiunto                                                        |
| Direttore di sezione                                                       | Direttore di sezione                                                      | Viceprefetto ispettore aggiunto                        | Viceprefetto ispettore aggiunto (9º livello)       | Consigliere                                                                  |
| Consigliere di I classe                                                    | Consigliere                                                               | Direttore di sezione                                   | Direttore di sezione (8° liv., poi 9°)             | -                                                                            |
| Consigliere di II classe                                                   | -                                                                         | Consigliere di Prefettura                              | Consigliere di Prefettura (7° liv, poi 8°)         | -                                                                            |
| Consigliere di III classe                                                  | -                                                                         | -                                                      | Viceconsigliere di Prefettura (7° liv., poi 7°bis) | -                                                                            |